# Arrondissement de Montélimar
L’arrondissement de Montélimar est un ancien arrondissement français du département de la Drôme. Il fut créé le 17 février 1800 et supprimé le 10 septembre 1926. Les cantons revinrent aux arrondissements de Nyons et Valence.

## Composition
Il comprenait les cantons de Dieulefit, Grignan, Marsanne, Montélimar, Pierrelatte et Saint-Paul-Trois-Châteaux.

## Sous-préfets
| Période           | Période           | Identité               | Fonction précédente                                  | Observation                                                               |
| ----------------- | ----------------- | ---------------------- | ---------------------------------------------------- | ------------------------------------------------------------------------- |
|                   |                   |                        |                                                      |                                                                           |
| 29 septembre 1849 | 9 mai 1852        | Joseph Lorette         |                                                      | Nommé sous-préfet de Riom                                                 |
|                   |                   |                        |                                                      |                                                                           |
| 10 mars 1862      | 14 février 1865   | Henri Arnal de Serres  | Sous-préfet de Nyons                                 | Nommé sous-préfet de Thionville                                           |
|                   |                   |                        |                                                      |                                                                           |
| 12 mars 1868      | 31 janvier 1870   | Albert Delmas          | Secrétaire général de la préfecture du Cantal        | Nommé sous-préfet de Douai                                                |
|                   |                   |                        |                                                      |                                                                           |
| 30 décembre 1877  | 17 novembre 1880  | Henri Monier           |                                                      | Nommé sous-préfet de Vienne                                               |
| 17 novembre 1880  | 23 novembre 1880  | Georges Pasques        | Sous-préfet de Rocroi                                | Non acceptant. Reste à Rocroi.                                            |
| 23 novembre 1880  | 21 octobre 1883   | Antoine Franceschi     | Sous-préfet de Morlaix                               | Nommé sous-préfet de Pamiers                                              |
| 21 octobre 1883   | 1886              | Adolphe Jammes         | Sous-préfet de Pamiers                               | Mort en fonction                                                          |
| 8 mars 1886       | 31 décembre 1892  | Louis Jalabert         | Sous-préfet de Nyons                                 | Nommé sous-préfet de Bayonne                                              |
| 31 décembre 1892  | 13 octobre 1896   | Simon Perier           | Secrétaire général de la préfecture de la Drôme      | Nommé sous-préfet de Chalon-sur-Saône                                     |
| 13 octobre 1896   | 24 septembre 1900 | Oscar de Mesmay        | Sous-préfet de Vitré                                 | Nommé sous-préfet de Saint-Quentin                                        |
| 24 septembre 1900 | 2 avril 1904      | Louis Thibon           | Sous-préfet de Vouziers                              | Nommé sous-préfet de Sedan                                                |
| 2 avril 1904      | 26 juin 1907      | Auguste Lombard        | Sous-préfet de Nyons                                 | Remplacé et devient percepteur des finances                               |
| 26 juin 1907      | 3 mars 1919       | Marie-Mathieu Jouffroy | Sous-préfet de Saint-Flour                           | Nommé secrétaire général de la préfecture de la Haute-Vienne              |
| 3 mars 1919       | 15 janvier 1920   | Edmond Richard         | Sous-préfet de Mirande                               | Nommé sous-préfet de Roanne                                               |
| 15 janvier 1920   | 15 janvier 1920   | Henry Chéberry         | Chef du secrétariat particulier du préfet de police. | Non acceptant.                                                            |
| 15 janvier 1920   | 22 septembre 1926 | Henry Luca             | Directeur de cabinet du préfet de Seine-et-Oise      | Rattaché à la préfecture de la Drôme à la fermeture de la sous-préfecture |